# Turn! Turn! Turn! (musikalbum)
Turn! Turn! Turn! är det andra albumet av den amerikanska folkrockgruppen The Byrds och gavs ut i december 1965, ett halvår efter debuten Mr. Tambourine Man, på skivbolaget Columbia Records. Albumet fortsatte på samma folkrocktema som föregångaren. 
Titellåten blev gruppens andra och sista förstaplats på Billboard Hot 100. Albumet är till stor del fortfarande präglat av Roger McGuinns (även känd som Jim McGuinn) 12-strängade gitarr och harmonisången mellan McGuinn, Gene Clark och David Crosby. Åter dominerar Gene Clark som låtskrivare när det gäller originalmaterial, även om McGuinn och Crosby här debuterar som låtskrivarduo. Även på denna skiva valde Byrds att avsluta på ett något okonventionellt sätt, med en modern version av klassikern "Oh Susannah".
Albumet nådde som bäst 17:e plats på albumlistan i USA, och 11:e plats i Storbritannien.

## Låtlista
Sida 1
1. "Turn! Turn! Turn! (To Everything There Is a Season)" (Trad./Pete Seeger) – 3:49
2. "It Won't Be Wrong" (Roger McGuinn/Harvey Gerst) – 1:58
3. "Set You Free This Time" (Gene Clark) – 2:49
4. "Lay Down Your Weary Tune" (Bob Dylan) – 3:30
5. "He Was a Friend of Mine" (Trad., arr.: Roger McGuinn) – 2:30

Sida 2
1. "The World Turns All Around Her" (Gene Clark) – 2:13
2. "Satisfied Mind" (Red Hayes/Jack Rhodes) – 2:26
3. "If You're Gone" (Gene Clark) – 2:45
4. The Times They Are A-Changin'" (Bob Dylan) – 2:18
5. "Wait and See" (Roger McGuinn/David Crosby) – 2:19
6. "Oh! Susanna" (Stephen Foster) – 3:03

## Medverkande
The Byrds
- Jim McGuinn – 12-strängad gitarr, sologitarr, akustisk gitarr, banjo, sång
- Gene Clark – rytmgitarr, munspel, tamburin, sång
- David Crosby – rytmgitarr, sång
- Chris Hillman – basgitarr (bakgrundssång på "Lay Down Your Weary Tune")
- Michael Clarke – trummor (tamburin on "He Was a Friend of Mine")

Bidragande musiker
- Terry Melcher – orgel (på "He Was a Friend of Mine")

Produktion
- Terry Melcher – musikproducent
- Vic Anesini – ljudmix, mastering
- Guy Webster – omslagsdesign